# Крчма Јамајка (филм)
Крчма Јамајка (енгл. Jamaica Inn) је британски авантуристички трилер из 1939. године, режисера Алфреда Хичкока, заснован на истоименом роману Дафне ди Морије. Главне улоге тумаче Чарлс Лотон (који је такође био продуцент) и Морин О’Хара, којој је ово била прва филмска улога. Прича је смештена у Корнволу 1820. године и прати младу жену која открива да живи у близини банде криминалаца који изазивају бродоломе ради зараде.
Ово је био последњи филм који је Хичкок снимио у Уједињеном Краљевству пре него што се преселио у Сједињене Америчке Државе.

## Радња
Филм је смештен у 1820. годину (на почетку владавине краља Џорџа IV, како Пенгалан помиње у својој првој сцени).
Осим што служи као гостионица, „Крчма Јамајка” је тајно седиште банде разбојника и лопова коју предводи гостионичар Џос Мерлин. Они су одговорни за серију намерно изазваних бродолома; они гасе обалска осветљења, због чега бродови се насукавају на стеновиту обалу Корнвола. Потом убијају преживеле морнаре и краду њихов терет.
Једне вечери, млада Иркиња, Мери Јелан, излази из кочије близу гостионице, код куће локалног племића и мировног судије, сер Хамфрија Пенгалана. Она тражи коња на зајам како би отпутовала до крчме и састала се са својом тетком Пејшенс (супругом Џоса Мерлина). Упркос Пенгалановим упозорењима, она је решена да живи у крчми са сестром своје покојне мајке. Испоставља се да је Пенгалан тајни вођа банде – он од својих имућних пријатеља и познаника сазнаје када богати бродови пролазе крај обале, одређује када и где ће бити изазвани бродоломи, и потом препродаје украдени терет. Већину прихода користи за финансирање свог раскошног начина живота, док мали део препушта Џосу и банди.
У другом делу гостионице, банда се окупља да расправи зашто добијају тако мало новца за свој труд. Сумњају да члан банде Џем Трехерн, који је са њима свега два месеца, присваја робу за себе. Они га бесе о греду у гостионици, али када оду, Мери пресеца конопац и спашава му живот. Трехерн и Мери беже од банде и крију се у пећини до које се може доћи само чамцем. Наредног јутра, чамац отплови, а њихова локација је откривена. Једва избегну да буду ухваћени тако што пливају до обале. Када стигну до обале, траже заштиту од Пенгалана, не знајући да је он покровитељ банде. Трехерн му открива да је заправо представник закона на мисији да истражи бродоломе. Пенгалан је узнемирен, али задржава присебност и претвара се да жели да сарађује. Мери прислушкује њихов разговор и одлази у гостионицу да упозори Пејшенс да мора да побегне како не би била ухапшена као саучесница. Међутим, Пејшенс одбија да напусти супруга.
У међувремену, Пенгалан сазнаје за брод пун вредног терета који треба да прође крај обале. Он обавештава Џоса и банду, који се упућују на обалу и гасе осветљење, чекајући да се брод појави. Међутим, Мери поново пали осветљење, а посада брода избегава стене и наставља пловидбу безбедно. Бесна банда одлучује да убије Мери из освете што је спречила бродолом, али је Џос, који је развио извесно дивљење према њој, спасава и њих двоје беже кочијом. Џос бива упуцан у леђа и онесвешћује се кад стигну до гостионице. Док се Пејшенс спрема да каже Мери да је Пенгалан прави вођа банде, он је упуца и убија. Џос такође подлеже ранама. Пенгалан затим узима Мери као таоца, везује је и запушава јој уста, говорећи да планира да је задржи сада када нема никог на свету. Одводи је, још увек везану и прекривену тешким огртачем, у луку, где се укрцавају на велики брод за Француску.
У међувремену, Трехерн и десетак војника хапсе чланове банде у крчми. Трехерн потом јаше до луке да спаси Мери и ухвати Пенгалана, који покушава да побегне. Током потере, он се пење на врх јарбола брода и скаче у смрт уз повик: „Правите пут за Пенгалана!”

## Улоге
| Глумац          | Улога               |
| --------------- | ------------------- |
| Чарлс Лотон     | сер Хамфри Пенгалан |
| Морин О’Хара    | Мери Јелан          |
| Лесли Бенкс     | Џос Мерлин          |
| Роберт Њутон    | Џејмс „Џем” Трехерн |
| Мари Неј        | Пејшенс Мерлин      |
| Хорас Хоџиз     | батлер Чедвик       |
| Хеј Питри       | Сем                 |
| Фредерик Пајпер | Дејвис              |
| Херберт Ломас   | Дауланд             |
| Клер Грит       | бака Тремарни       |
| Вилијам Девлин  | Бердкин             |
| Емлин Вилијамс  | Хари                |